# جون تيمبل
السير جون تيمبل (25 مارس 1632-10 مارس 1705) هو سياسي أيرلندي، ورئيس مجلس العموم الأيرلندي والنائب العام لأيرلندا، وهو الجد الأكبر لرجل الدولة البارز هنري جون تمبل ، الفيكونت بالمرستون الثالث، ومن نسله ايضاً في الجانب الأنثوي الشاعر الشهير لورد بايرون.

## السيرة الشخصية
ووُلِد تيمبل في لندن في 25 مارس 1632 ، ويُعرف انه ابن السير جون تمبل وزوجته ماري هاموند، ابنة الدكتور جون هاموند من تشيرتسي من ساري، وهو شقيق الدبلوماسي المتميز وصديق جوناثان سويفت البارون الأول السير ويليام تمبل، ودَرَسَ في كلية "كنسية المسيح" في أكسفورد حيث حصل على درجة البكالوريوس عام 1649 وقُبل في لنكولن إن في 4 مايو 1650، وحصل على شهادة الماجستير في جامعة كامبريدج عام 1652 وتم استدعاؤه إلى نقابة المحامين عام 1657.
وفي يوليو 1660 تم تعيينه لمنصب النائب العام لأيرلندا، وفي مايو 1661 اُنتخب في مجلس العموم الأيرلندي كعضو عن «كارلو بورو»؛ وفي سبتمبر في نفس السنة رأس تيمبل البرلمان في أيرلندا، وفي فترة وفاة الملك تشارلز الثاني عام 1685 كانت القيادة البروتستانتية راضية باستمرار تيمبل في منصبه تحت عهدة الكنسية الرومانية الكاثوليكية جيمس الثاني،  وبقي حتى استيلاء اليعاقبة على السلطة عام 1689، والذي تضمن استبعاد جميع مناصب تابعين البروتستانتية في أيرلندا؛ ممَّا ادَّى إلى هروبه إلى إنجلترا، وصادر البرلمان الوطني ممتلكاته ، وحصل على وسام الفارس في 15 أغسطس 1663. 
وعند عودته إلى أيرلندا عام 1691، مُنح حق ملكية ما يقرب من 50.4 كيلومتر مربع في مقاطعة سليجو؛ وتمت مصادرة هذه الأراضي فيما بعد من الأيرلنديين الأصليين.
وبعد انتهاء الثورة المجيدة عام 1688 بهزيمة القوات اليعقوبية عام 1691، عاد تيمبل إلى أيرلندا، واستلم منصب المدعي العام لأيرلندا حتى مايو عام 1695 .
وقضى فترة تقاعده في منزله في إيست شين في جنوب لندن، وتوفي هناك في 10 مارس عام 1705.

## أسرته
وتزوج تمبل من جين يارنر (المتوفاة عام 1708)، ابنة السير أبراهام يارنر زعيم الحشد في أيرلندا (المتوفى عام 1677)، في عام 1663 وأنجب منها العديد من الأطفال، منهم سبعة على الأقل بلغوا سن الرشد، وأصبح الابن الأكبر هنري (حوالي 1673-1757) أول فيكونت بالمرستون، وامَّا بالنسبة للإبن الأصغر جون من دبلن، تزوج من ابنة عمه إليزابيث تيمبل ولم ينجب منها أي أطفال.
وحظي تيمبل بخمس بنات وهم:
- جين مارثا (1672-1751) وزوجها الأول جون بيركلي، البارون الثالث لبيركلي من ستراتون، وزوجها الثاني ويليام بنتينك، إيرل بورتلاند الأول، وعانت من مشاكل زوجية في زواجها الثاني ايضاً، ورُسمت صورتها من قبل مايكل دال، وعند استلام الملكة آن لمنصبها والتي تبغضها، مُنعت جين من دخول البلاط الملكي، [10] ولكن أُلغي القرار في عهد جورج الأول، وعينت مربية لأبناء العائلة المالكة.
- فرانسيس (المتوفاة عام 1707) والتي تزوجت شقيق اللورد بيركلي ووريثه ويليام بيركلي البارون الرابع لبيركلي من ستراتون، ولديها مشكلة هي الأخرى: من خلال ابنتها فرانسيس، الليدي بايرون والتي كانت سلف الشاعر الشهير اللورد بايرون.
- ماري المتزوجة من توماس فلاور من دورو، مقاطعة لاوا وكانت والدة ويليام فلاور، البارون الأولى لكاسل من دورو، وبعد وفاتها تزوج فلاور من الوريثة الويلزية دوروثيا جيفريز من أبيرسينريغ، ابنة العقيد جون جيفريز، وهو أول رئيس في مستشفى كيلمينهام الملكي، وأرملة آرثر تورنر (توفي عام 1684)، قاضي محكمة الاستئناف العام (أيرلندا).
- كاثرين (المتوفاة عام 1694)، والتي تزوجت تشارلز أولاً وهو الابن الوحيد للسير روبرت وارد، الأول والأخير من بارون وارد من كيلا، ومن ثم تزوجت تشارلز كينج ثانيًا.
- دوروثي، المتزوجة من فرانسيس كولفيل، الابن الأكبر ووريث السير روبرت كولفيل من نيوتاوناردز من قبل زوجته الأولى بينيلوبي راودون، وتوفي فرانسيس قبل والده حوالي عام 1683.

## روابط خارجية
- جون تيمبل على موقع فايند أغريف